# Noskapin
Noskapin eller narkotin är ett hostdämpande medel som används mot rethosta. Preparatet är ett opiumderivat, men saknar rusgivande och vanebildande effekter. Det verkar genom att dämpa hostcentrum i hjärnan. Noskapin säljs receptfritt på apotek i Sverige under namnet Nipaxon, före december 2011 även under namnet Noskapin ACO.

## Egenskaper
Den verksamma substansen är en i opium förekommande alkaloid, som bildar ganska stora färglösa kristaller utan lukt eller smak. Dessa är lättlösliga i kloroform, bensen och etylacetat men svårlösliga i vatten.
Med syror bildar ämnet surt reagerande salter, varav flera vid lösning i vatten sönderfaller i syran och alkaloiden.